# هورست رايشنباخ
هورست رايشنباخ (بالألمانية: Horst Reichenbach)‏ (و. 1945  م) هو اقتصادي ألماني، ولد في كيل، هو عضوٌ الحزب الديمقراطي الاجتماعي الألماني.

## جوائز
حصل على جوائز منها:

وسام الصليب من رتبة استحقاق من جمهورية ألمانيا الاتحادية